# Reggie Theus
Reggie Wayne Theus (né le 13 octobre 1957 à Inglewood, Californie) est un ancien joueur américain de basket-ball, également ancien entraîneur de l'équipe NBA des Sacramento Kings, un poste qu'il a occupé de juin 2007 à décembre 2008.

## Carrière de joueur

### UNLV
Theus évolua à UNLV sous les ordres de l'entraîneur Jerry Tarkanian de 1976 à 1978. En trois saisons avec les "Runnin’ Rebels", il réalisa des moyennes de 12,9 points, 4,4 passes décisives et 4,3 rebonds par match. Theus, qui fut l'un des meilleurs joueurs de l'histoire de UNLV, réussit un pourcentage de 81 % aux lancer-francs, compilant 1177 points, 401 passes décisives, 389 rebonds en seulement 91 matchs universitaires.
Lors de son année sophomore, Theus mena UNLV à la première place nationale, les Rebels réussissant un bilan de 29 victoires - 3 défaites, l'équipe participant alors à son premier Final Four à Atlanta. Bien qu'ils se soient inclinés d'un point face à l'université de Caroline du Nord en demi-finale, UNLV battit UNC-Charlotte pour la finale pour la 3e place. Lors de son année junior, Reggie fut nommé dans la "second team All-American" après avoir réalisé des moyennes de 18,9 points, 6,8 rebonds et 4,5 passes décisives par match.
En 1989, Theus fut intronisé au UNLV Athletic Hall of Fame et en 1997, il devint l'un des six joueurs de l'histoire de l'école à voir son maillot retiré par les Rebels.

### Bulls de Chicago
À sa sortie de UNLV, Theus fut sélectionné par les Bulls de Chicago au 9e rang de la draft 1978. Arrière de 2 m, Theus inscrivit 16.3 points par match lors de sa première saison en 1979. Il acquit le surnom de "Rush Street Reggie" car il possédait un appartement sur cette rue et avait une vie sociale très riche dans cette région, fréquentant assidument les lieux de nuit. Il poursuivit sur la lancée de son année rookie, inscrivant 20.2 points et 6.3 passes décisives pour les Bulls lors de son année sophomore. En 1981, Theus participa à son premier All-Star Game; le second ayant eu lieu en 1983, lors de la meilleure saison offensive de sa carrière avec 23.8 points par match.

### Kings de Kansas City/Sacramento
Cependant, le nouvel entraîneur des Bulls Kevin Loughery décida de placer Theus sur le banc lors de la première partie de la saison 1983-1984, et Theus fut alors transféré aux Kings de Kansas City contre Steve Johnson et trois tours de draft, un transfert qui attrista les fans de Chicago qui appréciaient l'enthousiasme et l'énergie de Theus. Theus continua sur sa lancée avec les Kings de Sacramento, inscrivant au moins 18 points par match lors de chacune de ses saisons avec eux. Theus est l'un des deux seuls joueurs de l'histoire de la ligue de 2 m ou plus à avoir distribué plus de 750 passes décisives en une saison (788 en saison 1985-1986), l'autre joueur étant la légende Magic Johnson.
Il poursuivit sa carrière NBA avec les Atlanta Hawks (1988-1989), le Orlando Magic (1989-1990, le choisissant lors de la draft d'expansion et aux Nets du New Jersey (1990-1991), quittant la ligue en 1991 avec 19 015 points et 6453 passes décisives en carrière. Il joua une saison en Italie pour Ranger Varese avant d'arrêter sa carrière de basketteur en 1992. Il joua aussi à l'Aris Salonique en Grèce en 1992.

## Carrière d'entraîneur
Avant de prendre les rênes des Kings, Theus entraîna l'équipe de l'université d'État du Nouveau-Mexique. Il fut engagé le 31 mars 2005 par NMSU. Dès sa deuxième année en tant qu'entraîneur, Theus mena NMSU au tournoi final NCAA, le premier depuis 1999, menant l'équipe à un 14e titre de champion de la conférence, leur offrant ainsi un ticket pour le tournoi final NCAA. Il fut auparavant entraîneur assistant à l'université de Louisville sous les ordres de l'entraîneur Rick Pitino. Lors de sa première saison, Theus fit passer le bilan des "Aggies" de 6 victoires - 24 défaites en 2004-2005 à 16 victoires - 14 défaites en 2005-2006.
Le 19 juin 2007, Reggie Theus fut engagé par les frères Maloof lui garantissant un contrat de trois ans avec les Kings de Sacramento.
Les mauvais résultats du début de saison 2008-2009 lui sont fatals et il est remercié le 18 décembre 2008, remplacé au poste de head coach par son assistant Kenny Natt.

## Carrière de commentateur et d'acteur
Avant de signer en tant qu'entraîneur assistant à Louisville, Theus entama une carrière d'acteur et de commentateur. Il présenta de nombreuses émissions à Sacramento, Californie, à Orlando, Floride et Atlanta, Géorgie et fut consultant de nombreuses années à Turner Sports pour les matchs des Lakers de Los Angeles. Il assura également les commentaires pour le jeu vidéo NBA Live 2000, apparaissant dans la série télévisée Hang Time dans les films Book of Love et Like Mike en 2002.

## Statistiques
gras = ses meilleures performances

### Universitaires
Statistiques en université de Reggie Theus
| Saison    | Équipe   | Matchs | Min./m | % Tir | % LF | Rbds/m. | Pass/m. | Int/m. | Pts/m. |
| --------- | -------- | ------ | ------ | ----- | ---- | ------- | ------- | ------ | ------ |
| 1975-1976 | UNLV     | 31     | 16,0   | 41,7  | 80,0 | 1,7     | 4,5     | 0,6    | 5,9    |
| 1976-1977 | UNLV     | 32     | 25,4   | 49,7  | 81,8 | 4,5     | 4,3     | 1,3    | 14,5   |
| 1977-1978 | UNLV     | 28     | 35,4   | 46,5  | 80,7 | 6,8     | 4,5     | 1,1    | 18,9   |
| Carrière  | Carrière | 91     | 25,3   | 46,9  | 81,0 | 4,3     | 4,4     | 1,0    | 12,9   |

### Professionnelles

#### Saison régulière
Légende :
| Meilleur joueur de cette catégorie statistique de la saison |

Statistiques en saison régulière de Reggie Theus
| Saison        | Équipe        | Matchs | Titul. | Min./m | % Tir | % 3pts | % LF | Rbds/m. | Pass/m. | Int/m. | Ctr/m. | Pts/m. |
| ------------- | ------------- | ------ | ------ | ------ | ----- | ------ | ---- | ------- | ------- | ------ | ------ | ------ |
| 1978-1979     | Chicago       | 82     | 80     | 33,6   | 48,0  | —      | 76,1 | 2,8     | 5,2     | 1,1    | 0,2    | 16,3   |
| 1979-1980     | Chicago       | 82     | 82     | 36,9   | 48,3  | 26,7   | 83,8 | 4,0     | 6,3     | 1,4    | 0,2    | 20,2   |
| 1980-1981     | Chicago       | 82     | 82     | 34,4   | 49,5  | 20,0   | 80,9 | 3,5     | 5,2     | 1,5    | 0,2    | 18,9   |
| 1981-1982     | Chicago       | 82     | 82     | 34,6   | 46,9  | 25,0   | 80,8 | 3,8     | 5,8     | 1,1    | 0,2    | 18,4   |
| 1982-1983     | Chicago       | 82     | 81     | 34,8   | 47,8  | 23,1   | 80,1 | 3,7     | 5,9     | 1,7    | 0,2    | 23,8   |
| 1983-1984     | Chicago       | 31     | 5      | 19,4   | 38,8  | 20,0   | 77,8 | 1,5     | 4,6     | 0,7    | 0,1    | 8,7    |
| 1983-1984     | Kansas City   | 30     | 30     | 29,9   | 43,8  | 14,8   | 75,1 | 2,8     | 7,0     | 1,4    | 0,3    | 15,8   |
| 1984-1985     | Kansas City   | 82     | 80     | 31,0   | 48,7  | 13,2   | 86,3 | 3,3     | 8,0     | 1,2    | 0,2    | 16,4   |
| 1985-1986     | Sacramento    | 82     | 82     | 35,6   | 48,0  | 17,1   | 82,7 | 3,7     | 9,6     | 1,4    | 0,2    | 18,3   |
| 1986-1987     | Sacramento    | 79     | 76     | 36,4   | 47,2  | 21,8   | 86,7 | 3,4     | 8,8     | 1,0    | 0,2    | 20,3   |
| 1987-1988     | Sacramento    | 73     | 73     | 36,3   | 47,0  | 27,1   | 83,1 | 3,2     | 6,3     | 0,8    | 0,2    | 21,6   |
| 1988-1989     | Atlanta       | 82     | 82     | 30,7   | 46,6  | 29,3   | 85,1 | 3,0     | 4,7     | 1,3    | 0,2    | 15,8   |
| 1989-1990     | Orlando       | 76     | 71     | 30,9   | 43,9  | 24,8   | 85,3 | 2,9     | 5,4     | 0,8    | 0,2    | 18,9   |
| 1990-1991     | New Jersey    | 81     | 81     | 36,5   | 46,8  | 36,1   | 85,1 | 2,8     | 4,7     | 1,0    | 0,4    | 18,6   |
| Carrière      | Carrière      | 1026   | 987    | 33,7   | 47,1  | 25,2   | 82,6 | 3,3     | 6,3     | 1,2    | 0,2    | 18,5   |
| All-Star Game | All-Star Game | 2      | 1      | 13,5   | 33,3  | —      | —    | 1,0     | 2,0     | 1,0    | 0,0    | 4,0    |

#### Playoffs
Statistiques en playoffs de Reggie Theus
| Saison   | Équipe      | Matchs | Titul. | Min./m | % Tir | % 3pts | % LF | Rbds/m. | Pass/m. | Int/m. | Ctr/m. | Pts/m. |
| -------- | ----------- | ------ | ------ | ------ | ----- | ------ | ---- | ------- | ------- | ------ | ------ | ------ |
| 1981     | Chicago     | 6      | 6      | 38,7   | 44,4  | 22,2   | 86,0 | 3,5     | 6,3     | 1,5    | 0,0    | 19,8   |
| 1984     | Kansas City | 3      | 3      | 27,0   | 39,5  | 0,0    | 90,0 | 3,7     | 5,3     | 1,7    | 0,0    | 14,3   |
| 1986     | Sacramento  | 3      | 3      | 34,0   | 39,1  | 0,0    | 75,0 | 2,7     | 6,3     | 1,0    | 0,7    | 15,0   |
| 1989     | Atlanta     | 5      | 5      | 25,4   | 36,8  | 0,0    | 75,0 | 1,4     | 4,8     | 0,2    | 0,0    | 7,4    |
| Carrière | Carrière    | 17     | 17     | 31,9   | 41,0  | 13,3   | 83,1 | 2,8     | 5,7     | 1,1    | 0,1    | 14,4   |

## Pour approfondir
- Liste des joueurs en NBA ayant joué plus de 1 000 matchs en carrière.
- Liste des meilleurs marqueurs en NBA en carrière.
- Liste des meilleurs passeurs en NBA en carrière.
- Liste des joueurs NBA ayant perdu le plus de ballons en carrière.